# An Angel for Satan
An Angel for Satan este un film de groază britanic din 1966, regizat de Camillo Mastrocinque. Rolurile principale sunt interpretate de actorii Barbara Steele și Claudio Gora.

## Distribuție
- Barbara Steele
- Claudio Gora
- Ursula Davis
- Anthony Steffen
- Marina Berti
- Aldo Berti
- Mario Brega
- Vassili Karis